# جوناثان د. كيتون
جوناثان د. كيتون (بالإنجليزية: Jonathan D. Keaton)‏ هو قسيس وعازف بيانو أمريكي، ولد في 30 مارس 1946.